# Apalis
Apalis és un gènere de petits ocells de la família dels cisticòlids (Cisticolidae) que habiten en zones boscoses i de matoll de la major part d'Àfrica subsahariana. Són moixons prims, amb cues llargues i un bec fi, adaptat a la captura d'insectes. De colors marró, gris o verd per sobre, diverses espècies tenen les parts inferiors de colors vistosos. Hi ha poc dimorfisme sexual, però de vegades els mascles tenen colors més brillants.
Tradicionalment se'ls classificava als sílvids (Silvidae), però actualment són ubicats amb diverses grups de busqueretes, en una família pròpia.

## Taxonomia
Segons la classificació del Congrés Ornitològic Internacional (versió 2.5, 2010), aquest gènere conté 24 espècies:
- Apalis thoracica - apalis de collar.
- Apalis flavigularis - apalis gorjagroga.
- Apalis fuscigularis - apalis dels Taita.
- Apalis lynesi - apalis del Namuli.
- Apalis ruddi - apalis de Rudd.
- Apalis flavida - apalis pitgroga.
- Apalis binotata - apalis emmascarada.
- Apalis personata - apalis caranegre.
- Apalis jacksoni - apalis gorjanegra.
- Apalis chariessa - apalis alablanca.
- Apalis nigriceps - apalis de capell.
- Apalis melanocephala - apalis capnegra.
- Apalis chirindensis - apalis de Chirinda.
- Apalis porphyrolaema - apalis gorja-roja.
- Apalis kaboboensis - apalis del Kabobo.
- Apalis chapini - apalis de Chapin.
- Apalis sharpii - apalis de Sharpe.
- Apalis rufogularis - apalis de gorja beix.
- Apalis argentea - apalis de Moreau.
- Apalis karamojae - apalis de Karamoja.
- Apalis bamendae - apalis de Bamenda.
- Apalis goslingi - apalis de Gosling.
- Apalis cinerea - apalis grisa.
- Apalis alticola - apalis capbruna.